# Orkanen Opal
Orkanen Opal var den nionde orkanen och femtonde namngivna stormen i Atlantiska orkansäsongen 1995. Opal bildades den 27 september och nådde som mest kategori 4-styrka med vindhastigheter på 240 km/h. Opal var säsongens kraftigaste orkan.
Opal drog in över land i Florida nära Pensacola med vindar på 180 km/h den 4 oktober innan den fortsatte genom delstaten Alabama, varefter den blev en tropisk storm i Tennessee. Opal orsakade också kraftiga skador i Mid-Atlantic innan den avmattades.
50 personer omkom i Guatemala och Mexiko på grund av översvämningar orsakade Opal. Opal orsakade ytterligare 13 dödsfall i USA.